# Relativ innerer Punkt
Der Begriff Relativ Innerer Punkt ist ein  topologischer Begriff, der in der Mathematischen Optimierung gebraucht wird. 

## Definition
Es sei {\displaystyle M} eine Teilmenge eines {\displaystyle n} -dimensionalen reellen Vektorraums {\displaystyle V}, {\displaystyle \operatorname {aff} (M)} die affine Hülle von {\displaystyle M} in {\displaystyle V}. Dann heißt ein Punkt {\displaystyle x} aus {\displaystyle M} ein relativ innerer Punkt von {\displaystyle M}, wenn es eine Umgebung {\displaystyle U_{\epsilon }(x)} von {\displaystyle x} gibt, so dass {\displaystyle U_{\epsilon }(x)\cap \operatorname {aff} (M)\subset M} gilt.
Die relativ inneren Punkte von {\displaystyle M} sind also genau die inneren Punkte bezüglich der Unterraumtopologie von {\displaystyle \operatorname {aff} (M)}.
Die Menge aller relativ inneren Punkte heißt das relativ Innere der Menge {\displaystyle M} und wird mit {\displaystyle \operatorname {relint} (M)} bezeichnet.

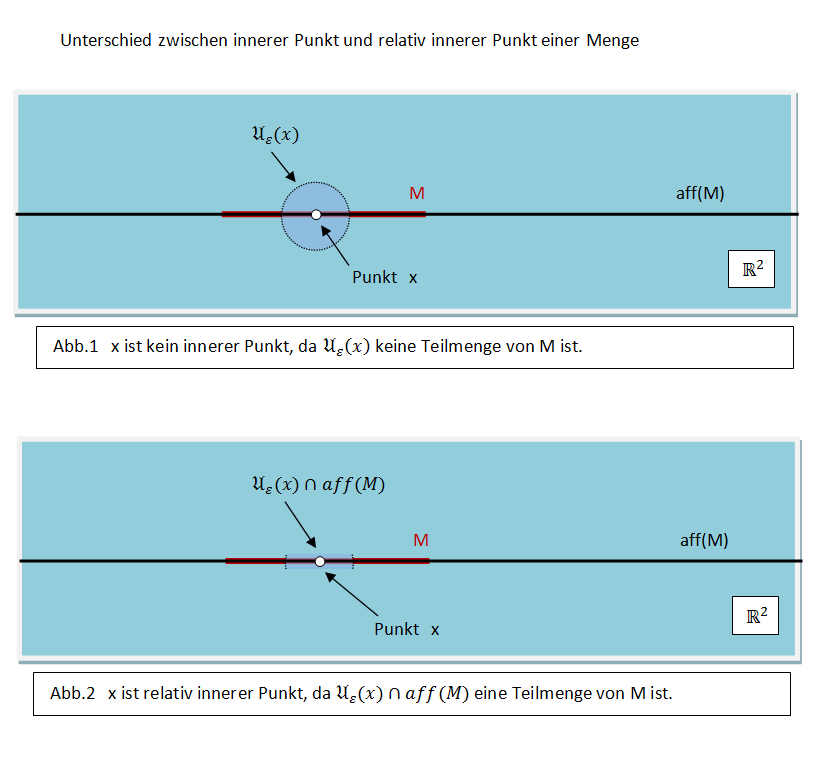
Unterschied zwischen innerem Punkt und relativ innerem Punkt einer Menge

## Beispiele

### Quader
Wir betrachten einen Quader im dreidimensionalen (reellen) Raum. Dann gilt:
- Ein Punkt im Inneren des Quaders ist relativ innerer Punkt des Vollquaders.
- Ein Punkt auf einer Seitenfläche des Quaders (nicht auf einer Kante) ist relativ innerer Punkt der betreffenden Seitenfläche, aber nicht des Vollquaders.
- Ein Punkt auf einer Kante des Quaders, der kein Eckpunkt des Quaders ist, ist relativ innerer Punkt der betreffenden Kante, aber weder einer Seitenfläche noch des Vollquaders.
- Ein Eckpunkt des Quaders ist relativ innerer Punkt der aus dem Eckpunkt bestehenden Einermenge, aber sonst in keiner anderen Teilmenge des Quaders ein relativ innerer Punkt.

### Kreisscheibe
Wir betrachten eine abgeschlossene Kreisscheibe im dreidimensionalen (reellen) Raum. Dann gilt:
- Die affine Hülle der Kreisscheibe ist die Ebene im Raum, in der der Kreis liegt.
- Die Punkte der Kreislinie sind für die Kreisscheibe keine relativ inneren Punkte.
- Alle anderen Punkte der Kreisscheibe sind relativ innere Punkte.

### Kurve in der Ebene
Sei {\displaystyle C} eine Kurve in der Ebene. Formal: {\displaystyle C} sei das Bild einer 
stetigen Funktion {\displaystyle f\colon I\rightarrow \mathbb {R} ^{2}} auf einem Intervall {\displaystyle I\subseteq \mathbb {R} }.
Ein Punkt {\displaystyle f(t)} auf der Kurve, der weder ihr Anfangs- noch ihr Endpunkt ist (das heißt, {\displaystyle t} liegt im Inneren von {\displaystyle I}), ist genau dann ein relativ innerer Punkt der Kurve, wenn die Kurve in einer Umgebung von {\displaystyle t} geradeaus geht. Falls die Funktion {\displaystyle f} an der Stelle {\displaystyle t} zweimal differenzierbar ist, bedeutet dies, dass die Kurve dort die Krümmung 0 hat.